# Under Attack
Under Attack – singel zespołu ABBA z albumu The Singles: The First Ten Years. Główny śpiew przypadł Agnecie Fältskog. Zespół promował tę piosenkę w niemieckiej telewizji.  W reedycji płyty The Visitors na CD piosenka została dodana jako bonus. Na stronie B singla znajduje się piosenka "You Owe Me One", w której zastosowano nowe syntezatory. Piosenką "Under Attack" zespół rozstał się ze sceną i zawiesił swoją działalność.

## Promowanie singla
- The Late Late Breakfast Show, Wielka Brytania[3]
- Show Express, Niemcy[4]
- Nöjesmaskinen, Szwecja[5]

## Miejsca na listach przebojów
| Chart (1983)              | Position |
| ------------------------- | -------- |
| Belgijska Lista Przebojów | 3        |
| Polska Lista Przebojów    | 11       |
| U.K. Singles Chart        | 26       |